# Carl Gottlieb Ganszauge
Carl Gottlieb (Gottlob) Ganszauge, född 23 december 1820 i Zwickau, död 1 maj 1868 i Helsingfors, var en tysk-finländsk musiker. 
Ganszauge anlände till Helsingfors från Sankt Petersburg 1842. Han gjorde en betydande insats i Helsingfors musikliv i mitten av 1800-talet som violinist och musiklärare, som organist i Gamla kyrkan och som ledare för ett litet yrkeskapell. Kapellet spelade på stadens nöjesetablissemang och bildade under några år stommen i den orkester, ledd av Fredrik Pacius, som uppträdde vid Symfoniföreningens konserter.